# Vyhlídky nad Libverdou
Vyhlídky nad Libverdou (či jen Libverdské vyhlídky) je název turistického okruhu vedoucího okolo obce Lázně Libverda (okres Liberec Liberecký kraj). Skládá se z pěti zastavení v místech nabízejících výhled nejenom na vlastní obec, ale i do krajiny na Jizerské hory či na blízké obce. Na každém zastavení je umístěn stojan s informační tabulí obsahující místní pověst, podle níž je dané zastavení pojmenováno, a dále panoramatickou mapu s popisem lokalit, jež lze z místa zahlédnout. Od roku 2009 jsou na jednotlivých místech umístěny i dřevěné sochy představující pohádkové bytosti související s pověstí daného místa. Tyto skulptury vznikly během „Libverdského sochání 2009“, jež obec pořádala u zdejšího Obřího sudu. Další sochání proběhlo v roce 2012 a jeho výsledkem se staly lavičky k jednotlivým zastavením. K Vyhlídkám nad Libverdou je možné zakoupit turistickou známku s pořadovým číslem 1695.

## Zastavení Vyhlídek nad Libverdou
Okruh se skládá z pěti zastavení:
- Vyhlídka „Libverdských pramenů“
- Vyhlídka „Pekelské sázky“
- Vyhlídka „Dobrého ducha MUHU“
- Vyhlídka „Hájníkova kohouta“
- Vyhlídka „Hejnické madony“

### Vyhlídka „Libverdských pramenů“

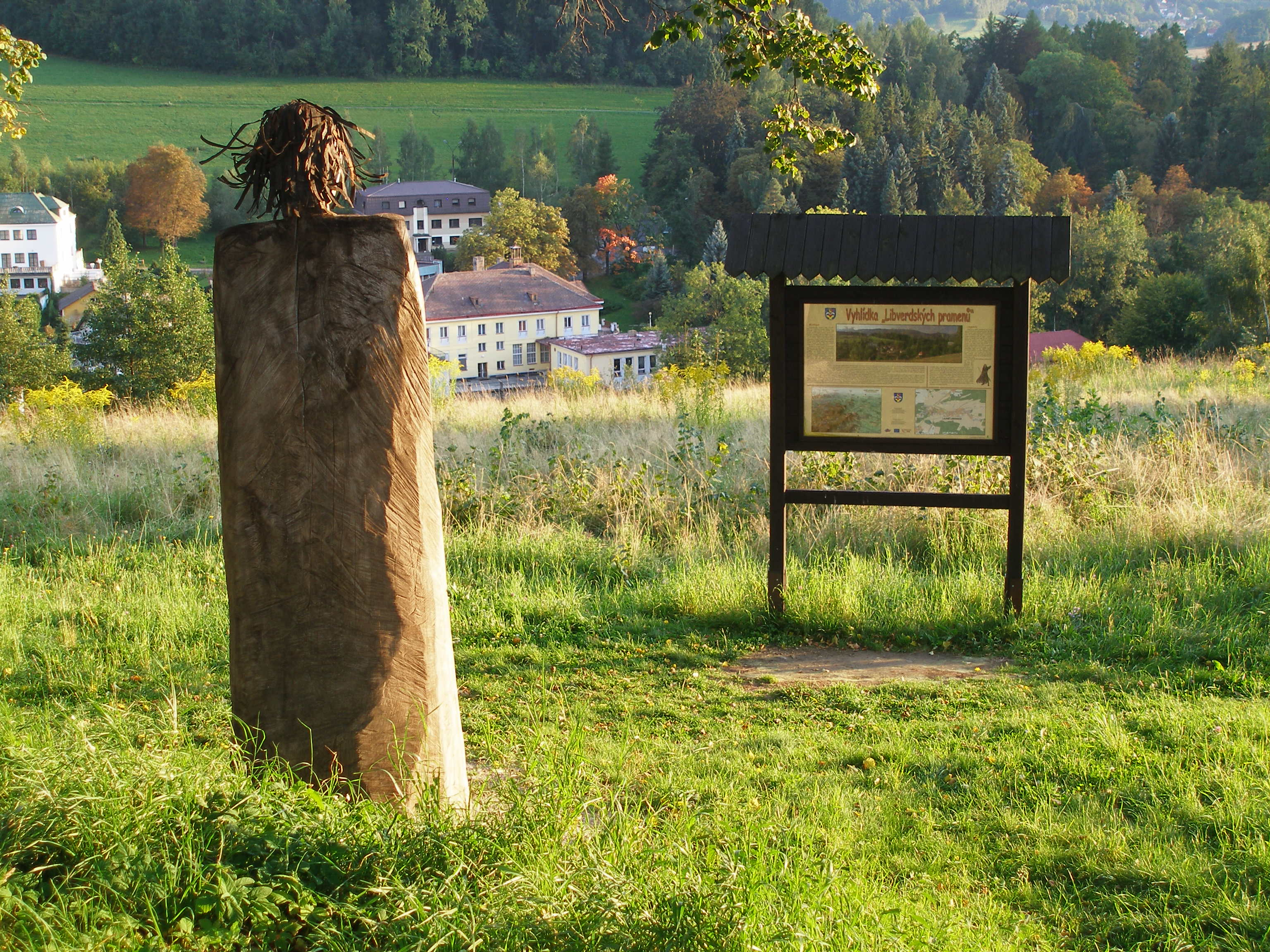
Vyhlídka „Libverdských pramenů“

Zastavení je situováno severně od centra obce. Z místa je výhled na centrum obce a na severní panorama Jizerských hor. Na informační tabuli je popis historie obce spolu s výpisem slavných osobností, jež se v lázních léčily. Obsahuje též pověst o loupežníkovi zvaném Černý Honza a jeho tlupě, kteří chtěli zasypat pramen libverdské vody v rozčílení, že z něj nemůže pít prostý lid. To se mu však nezdařilo a během vykopávání hlíny, kterou chtěl pramen zasypat, objevil další dva prameny libverdské vody. Tvůrcem sochy u vyhlídkového místa je Karel Hajn. Lavici ale vytvořil Jan Rázek.
Lokalizace místa: 50°53′32″ s. š., 15°11′23″ v. d.

### Vyhlídka „Pekelské sázky“

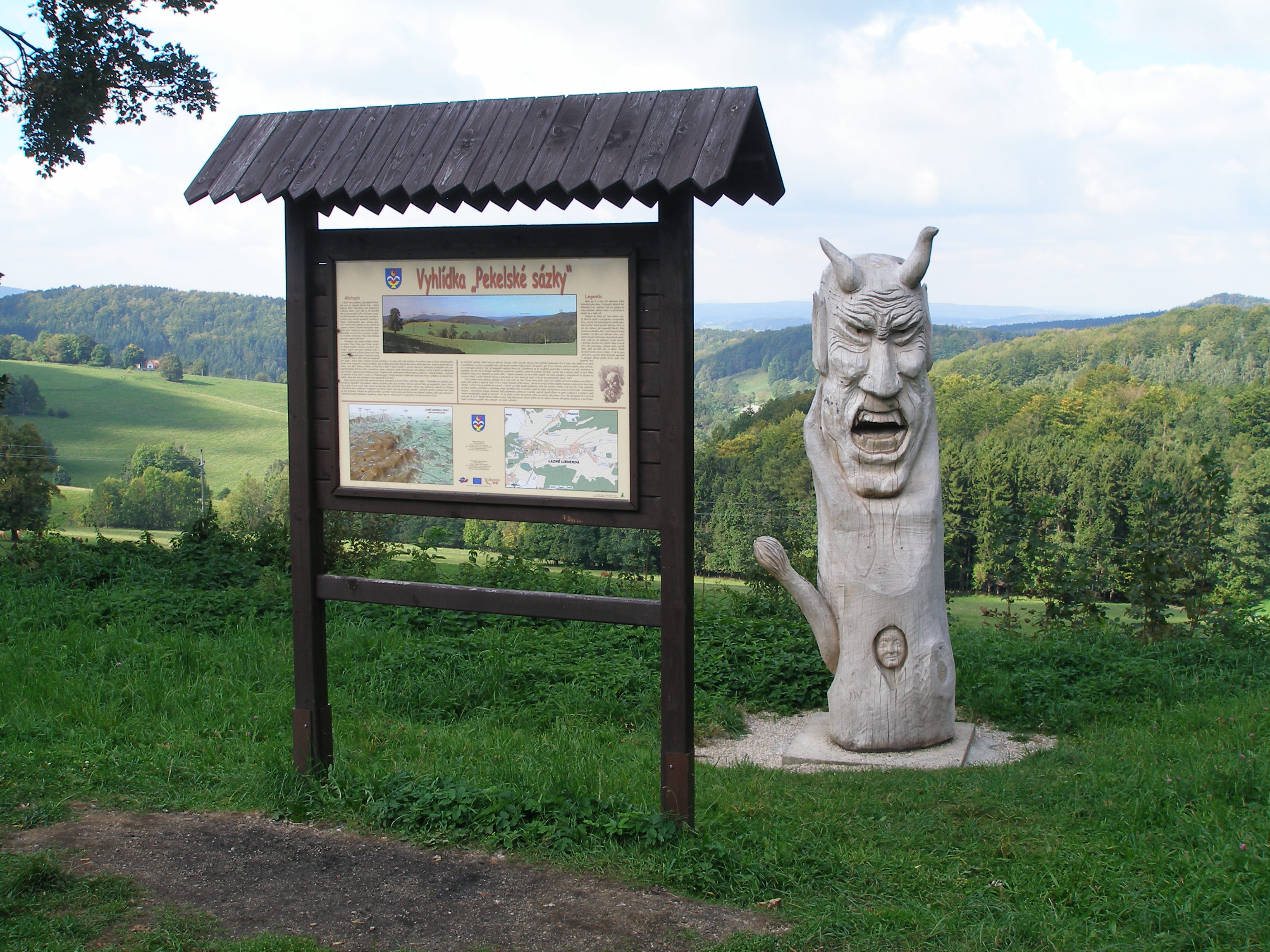
Vyhlídka „Pekelské sázky“

Vyhlídka je umístěna severně od obce poblíž silnice III/29015 směrem na Přebytek a Ludvíkov pod Smrkem. Z místa je vyhlídka na obec Peklo (a blízký Přírodní park Peklo), na frýdlantský zámek či až do Polska. Na informační tabuli je text popisující historii obce Peklo a též pověst, kterak se svatý Martin vsadil s Luciferem o bohabojného hospodáře Jíru, který nikdy nezaklel. Ač Lucifer s čerty vymýšlel všelijaké nepříjemnosti, Jíra nikdy nezaklel a starý čert, na kterého v pekle spoléhali, že by přes malé pokušení a zlomyslnosti mohl Jíru donutit zaklít, při odletu odhodil na Jírovo stavení podkovu, kterou předtím Jírovi uloupil, a na tom místě vzniklo údolí pod Pekelským vrchem, v němž se osada Peklo rozkládá. Sochu doplňující vyhlídkové místo vytvořil Jiří Nekola. Lavičku vytvořil bulharský umělec Marin Vardolov.
Lokalizace místa: 50°53′49″ s. š., 15°11′50″ v. d.

### Vyhlídka „Dobrého ducha MUHU“

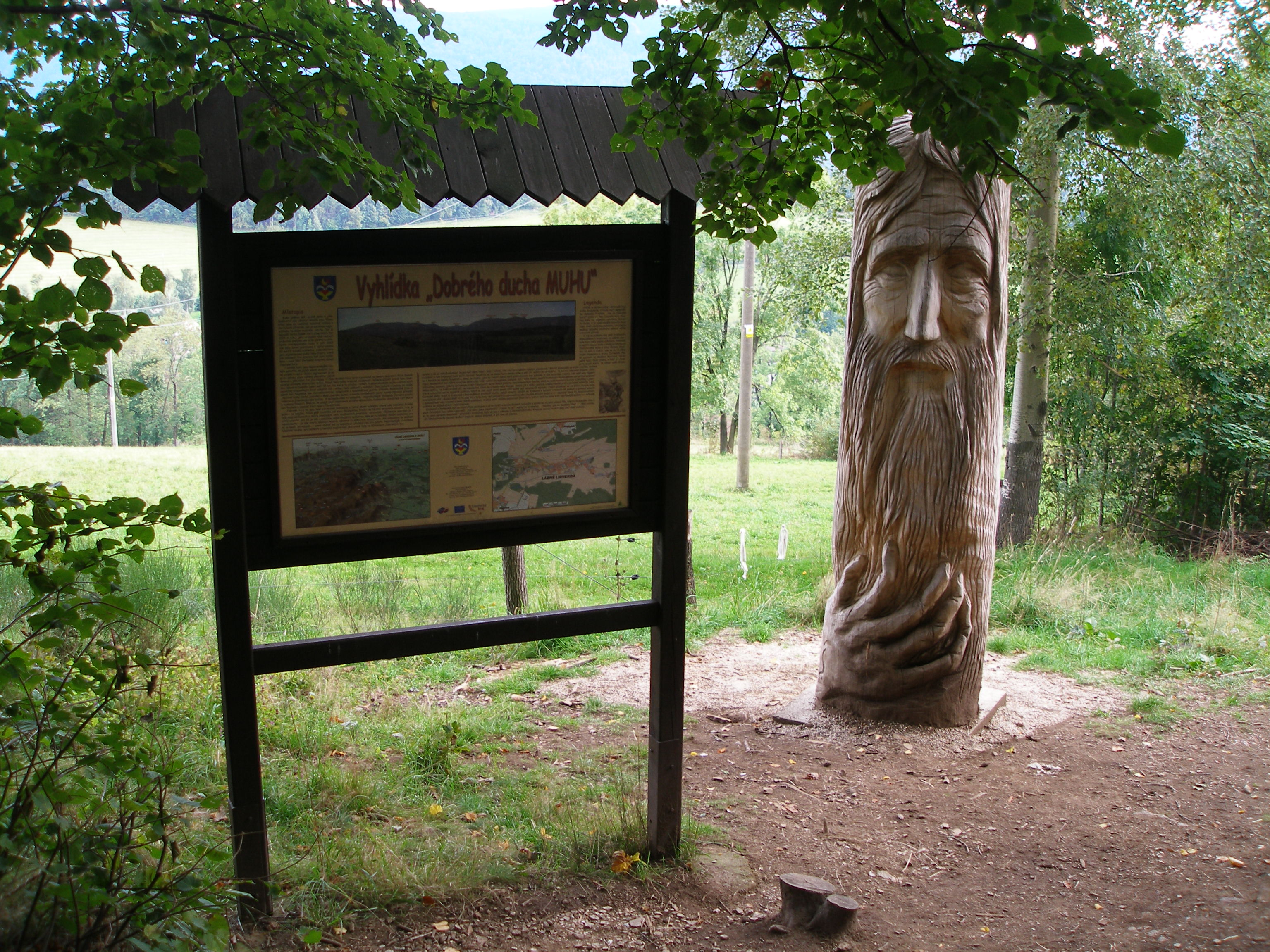
Vyhlídka „Dobrého ducha MUHU“

Zastavení je umístěno východně od restaurace Obří sud a v jeho blízkosti je trasován Singltrek pod Smrkem. Z místa je výhled na severní partie Jizerských hor a na horu Smrk s tamní rozhlednou. Na informační tabuli je popis přírody Jizerských hor s nabídkou možností turistického, horolezeckého či vodáckého využití spolu s pověstí o vzniku dobrého ducha MUHU, což je ochránce Jizerských hor, kterého vyčaroval Krakonoš (ochránce Krkonoš) po domluvě s Rampušákem (ochráncem Orlických hor). Autorem dřevěné sochy u zastavení je Jan Švadlenka, jenž vytvořil i lavičku.
Lokalizace místa: 50°53′39″ s. š., 15°11′47″ v. d.

### Vyhlídka „Hájníkova kohouta“

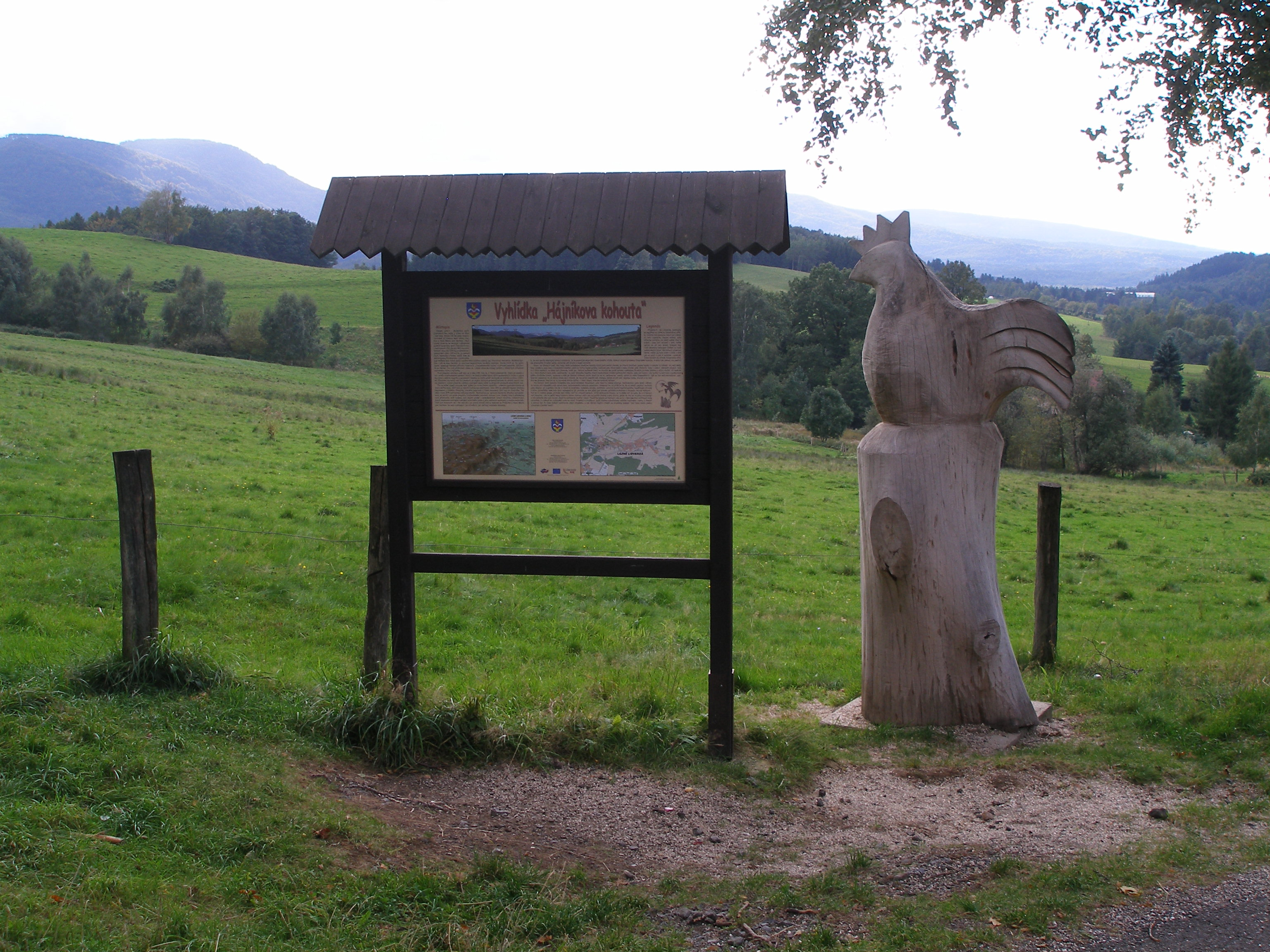
Vyhlídka „Hájníkova kohouta“

Vyhlídka je umístěna ve východní části obce při cestě z Lázní Libverdy na Jizerku a Hubertku. Okolo místa vede i  značená turistická značka. Z místa je výhled na východní části obce a na restauraci Obří sud. Na informační desce je popis současnosti obce Lázně Libverda spolu s údaji o restauraci Obří sud, a dále je zde uvedena pověst o kohoutovi, jemuž je připisováno objevení libverdských léčivých pramenů. Tvůrcem sochy poblíž vyhlídky je berounský umělec Stanislav Pokorný.
Lokalizace místa: 50°53′25″ s. š., 15°13′1″ v. d.

### Vyhlídka „Hejnické madony“

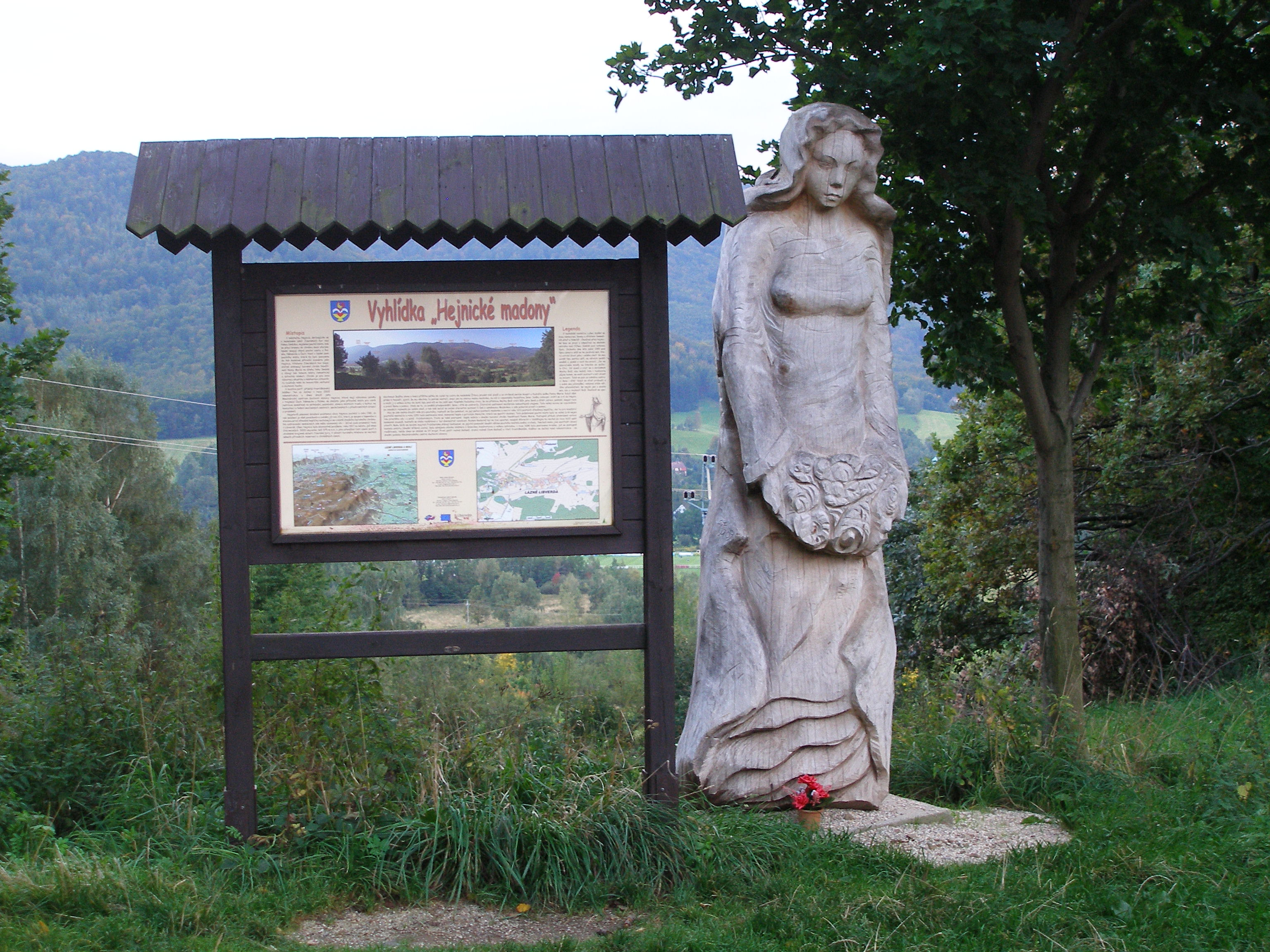
Vyhlídka „Hejnické madony“

Zastavení je umístěno v jižních částech obce v blízkosti libverdského hřbitova, na hřebenu, odkud lze pozorovat Hejnice se zdejším kostelem, Bílý Potok či severní svahy Jizerských hor, ale také centrum obce Lázně Libverda a restauraci Obří sud. Na informační tabuli jsou údaje o historii města Hejnic a současně též pověst o řemeslníkovi z Lužce, který měl doma nemocnou ženu a dítě. Pracoval v místních lesích a cestou si vždy odpočinul pod lípou v ohbí řeky Smědé. Když jednou usnul, zdál se mu sen, v němž mu andělé sdělili, ať na tomto místě pověsí obrázek Matky Boží a jemu se pak uzdraví žena i dítě. Řemeslník na to místo umístil sošku Panny Marie a jeho žena s dítětem se skutečně uzdravily. Zpráva o tom se rychle rozšířila a k místu začaly putovat procesí s prosbami o pomoc. Autorem sochy u vyhlídkového místa je Jiří Genzer.
Lokalizace místa: 50°53′12″ s. š., 15°11′31″ v. d.

## Galerie dřevěných soch

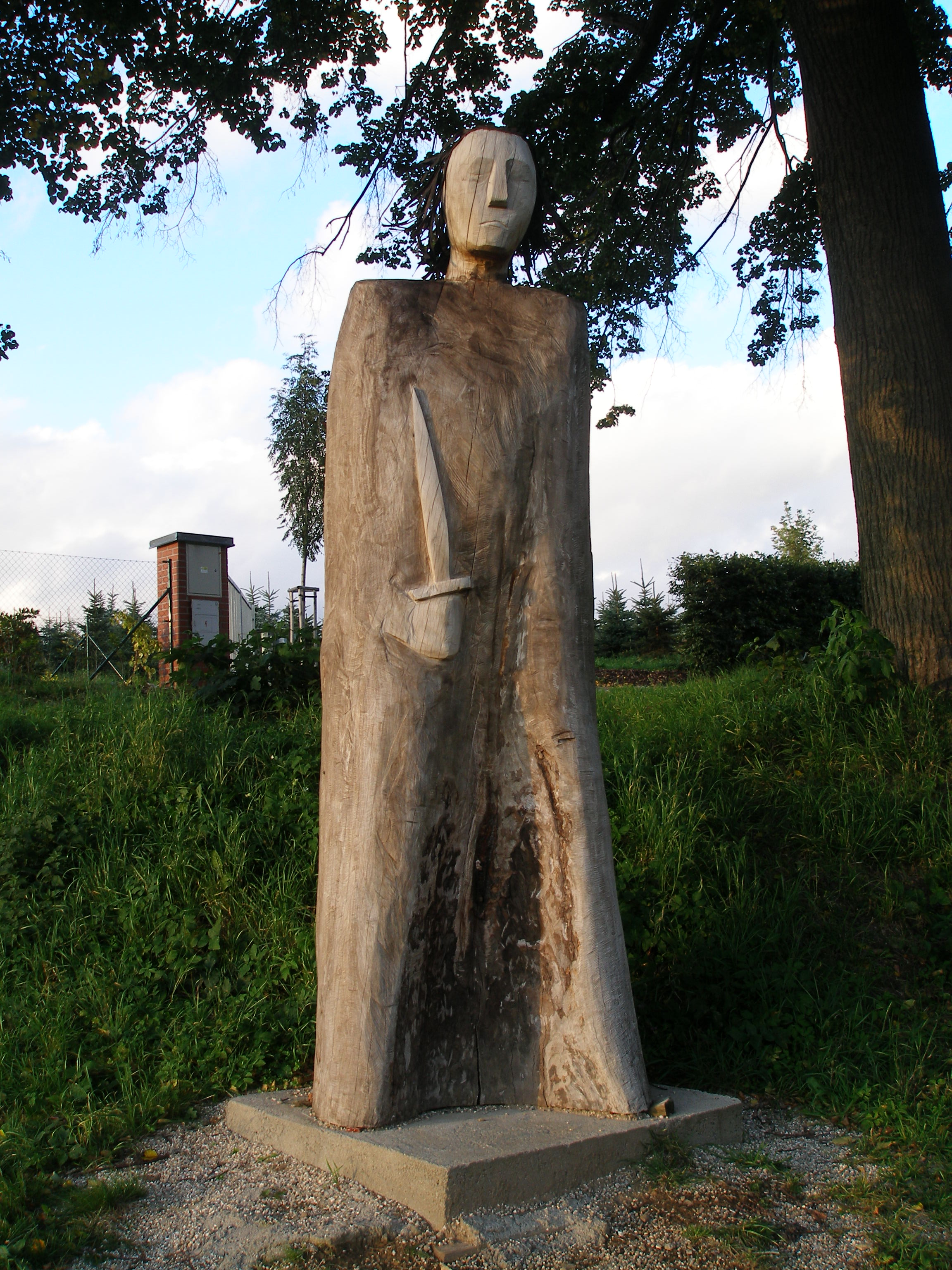
Zbojník Černý Honza
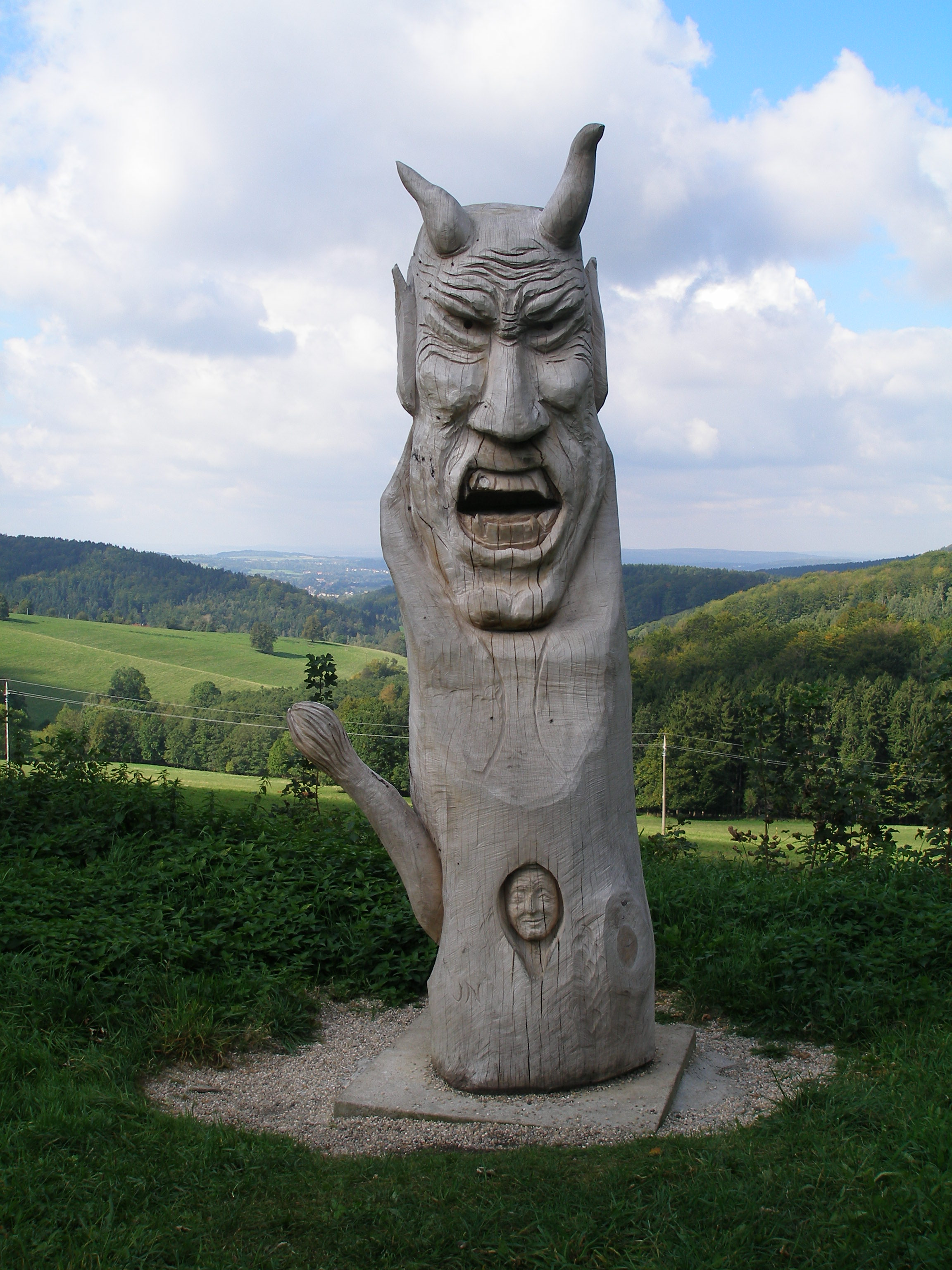
Čert
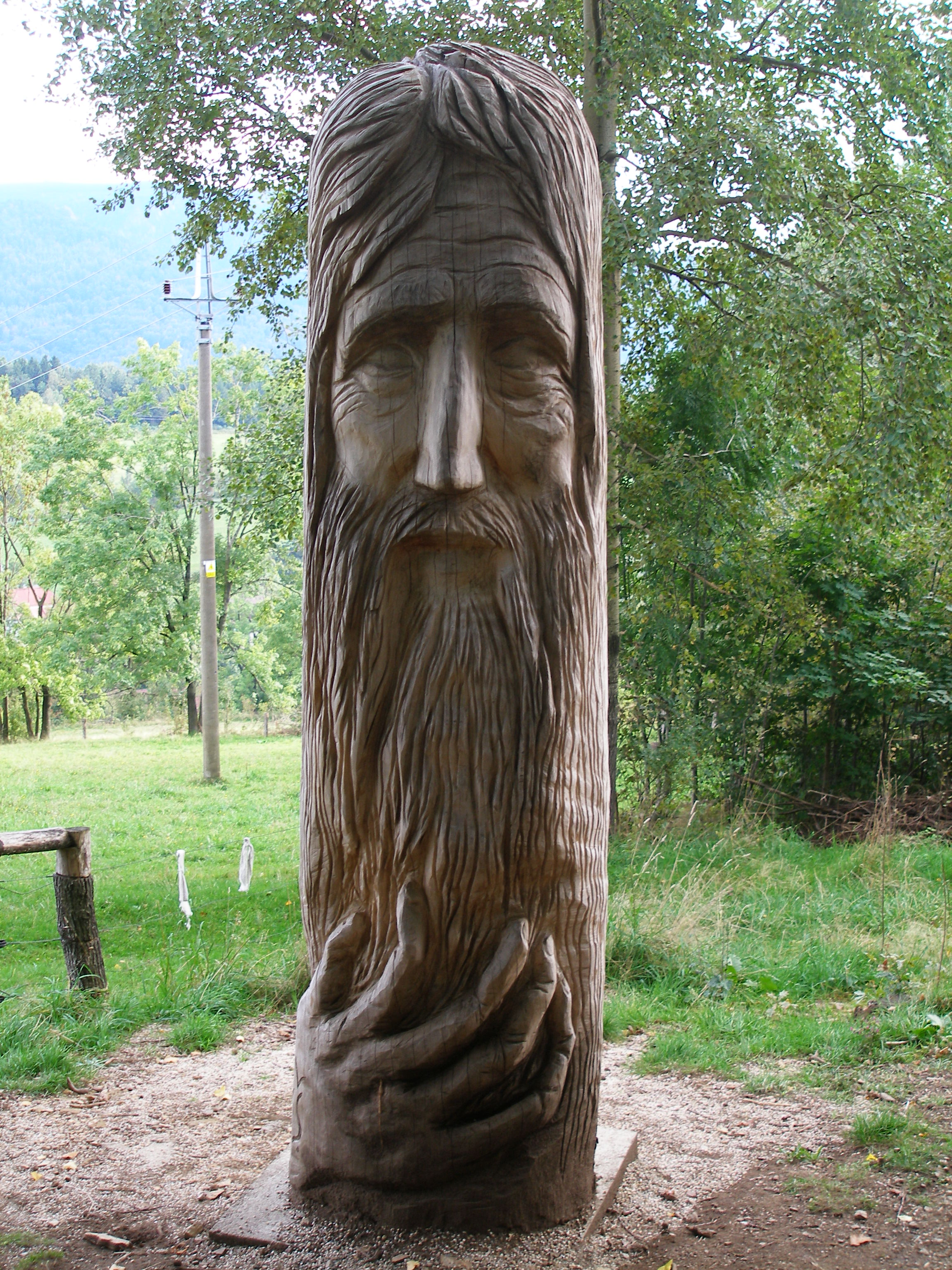
Dobrý duch MUHU
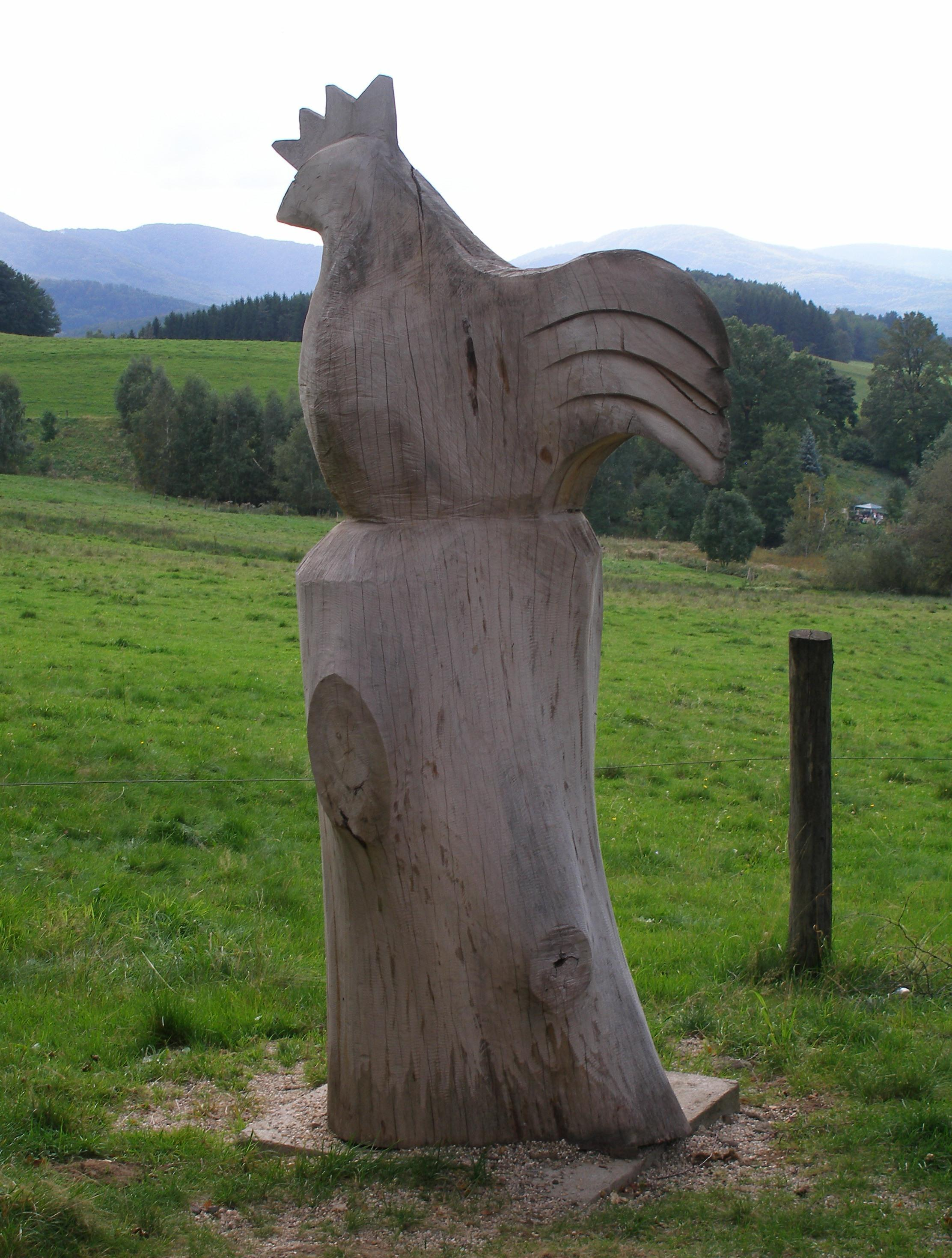
Hájníkův kohout
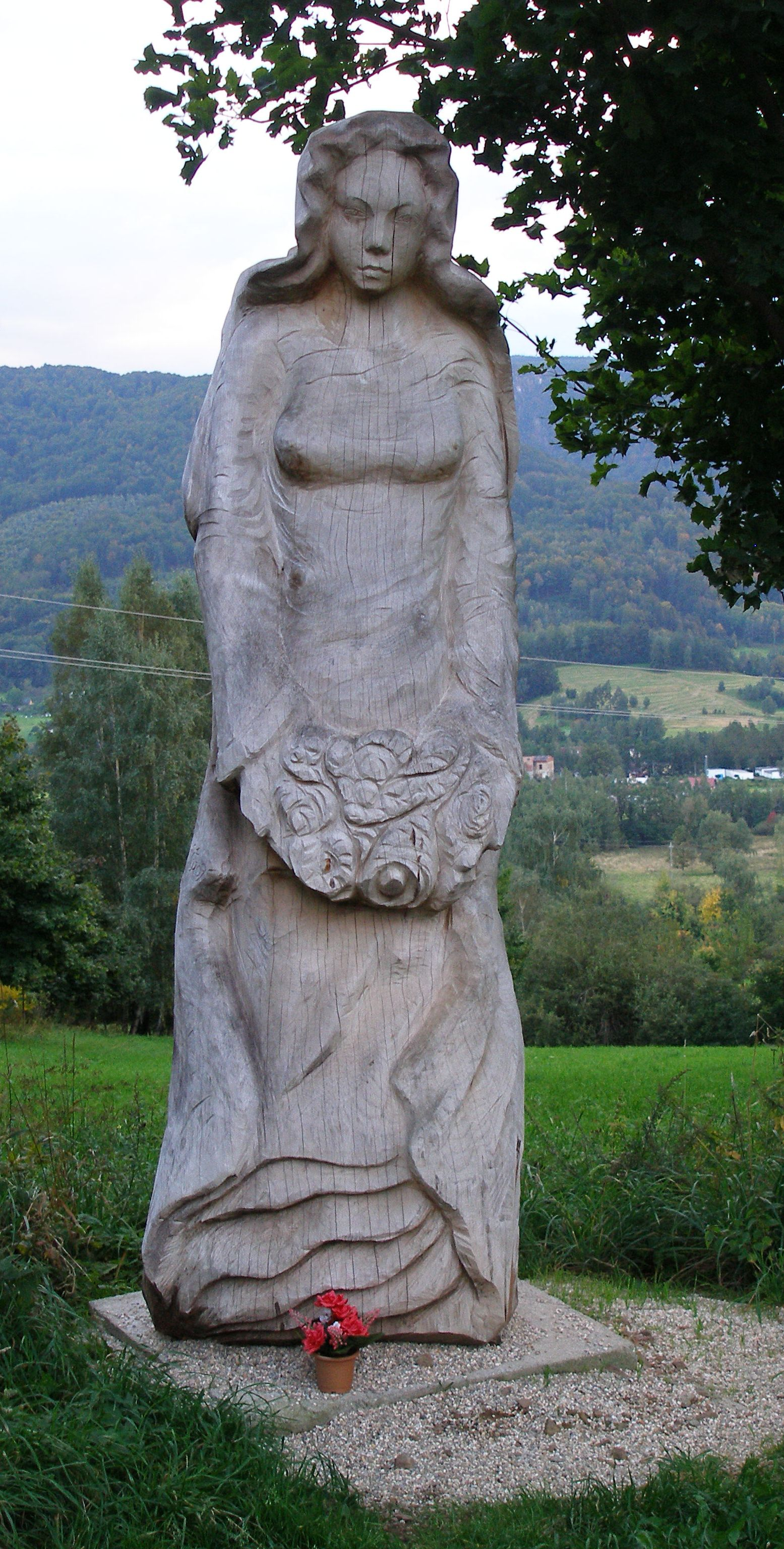
Hejnická madona